# کاتانا زیرو
کاتانا زیرو (انگلیسی: Katana Zero) یک بازی پلتفرم سال ۲۰۱۹ می‌باشد که توسط توسعه‌دهنده مستقل جاستین استندر ساخته شده‌است. این داستان نئو-نوآر که در یک کلانشهر دیستوپیایی اتفاق می‌افتد، سابجکت زیرو را دنبال می‌کند، یک قاتل با سلاح کاتانا که مبتلا به فراموشی می‌باشد و می‌تواند گذر زمان را آهسته و آینده را پیش‌بینی کند. زیرو در حین تکمیل قراردادهای ترور، گذشته خود را آشکار می‌کند. کاتانا زیرو دارای گیم پلی هک اند اسلش و پهلو پیمایش است که در آن بازیکن سعی می‌کند تمام دشمنان را در یک سطح با استفاده از توانایی‌های زیرو برای دستکاری زمان، جاخالی دادن حملات و استفاده از خطرات محیطی، بدون ضربه خوردن بکشد. در میان سطوح، داستان در سکانس‌هایی روایت می‌شود که در آن بازیکن با شخصیت‌های غیرقابل بازی از طریق درخت‌های گفتگو صحبت می‌کند.
استندر کار برروی کاتانا زیرو را در سال ۲۰۱۳ آغاز کرد. او قبلاً بازی‌های رایگانی مانند برج بهشت (Tower Of Heaven; محصول سال ۲۰۰۹) را توسعه داده بود و کاتانا زیرو را به‌عنوان اولین بازی تجاری خود بیان کرد. استندر با استفاده از گیم میکر استودیو ۲، به دنبال ساخت یک بازی داستان محور دشوار بود که بازیکن را مجبور به صبر کردن از طریق دیالوگ‌ها و کات‌سین‌ها نمی‌کرد. او روی توجه به جزئیات تمرکز کرد و برای الهام گرفتن از داستان، فیلم‌هایی مانند شهر گناه (۲۰۰۵) و جان ویک (۲۰۱۴) را الگو قرار داد. توسعه طولانی شد و استندر بیشتر به‌تنهایی کار کرد، اگرچه او هنرمندانی را برای طراحی جلوه‌های بصری و همچنین نوازندگان بیل کیلی و تایس لودوی با نام مستعار "LudoWic" را برای ساخت موسیقی سینث‌ویو به خدمت گرفت.
کاتانا زیرو توسط دیوولور دیجیتال برای مک‌اواس، نینتندو سوئیچ و ویندوز در ۱۸ آوریل ۲۰۱۹ منتشر شد و در کمتر از یک سال، ۵۰۰٬۰۰۰ نسخه فروخت و بازخوردهای مثبتی دریافت کرد. منتقدان گیم‌پلی بازی، جلوه‌های بصری، نوشتار و موسیقی را ستودند و با هاتلاین میامی (۲۰۱۲) دیوولور مقایسه کردند. داستان بازبینان را از هم جدا کرد، درحالی که پایان حل نشده بازی مورد انتقاد قرار گرفت. چندین منتقد از کاتانا زیرو به‌عنوان یکی از بهترین بازی‌های سال ۲۰۱۹ نام بردند و نامزد جوایز متعددی در پایان همان سال شد. پورت‌های اکس‌باکس وان و آمازون لونا در سال‌های ۲۰۲۰ و ۲۰۲۱ منتشر شدند. محتوای قابل دانلود این بازی در حال توسعه است و استندر قصد دارد دنیای خیالی آن را در بازی‌های آینده ادامه دهد.

## گیم‌پلی

یک گیف با نمایش بسیاری از هسته‌های مکانیک بازی کاتانا زیرو، از جمله استفاده از تاخیر گلوله و گیم‌پلی کشتن با یک ضربه.

کاتانا زیرو یک بازی دوبعدی پلتفرم و هک اند اسلش می‌باشد که از دید پهلو-پیمایش جانبی ارائه شده‌است. با کنترل شخصیت قابل بازی، قاتل کاتانا به‌دست، سابجکت زیرو، بازیکن تک‌نفره قراردادهای ترور را برای یک روانپزشک تکمیل می‌کند. زیرو می‌تواند بدود، بپرد، به دیوار ضربه بزند، وسایل را بردارد و پرتاب کند، با استفاده از کاتانای خود حمله کند و جاخالی‌بدهد.